# (5627) 1991 MA
1991 أم أي (ويعرف أيضًا باسم (5627) 1991 أم أي وفق تسمية الكوكب الصغير) (بالإنجليزية: 1991 MA)‏ هو كويكب ضمن حزام الكويكبات؛ وترتيبه 5627 من حيث الاكتشاف.
اكتُشف هذا الجُرم الفلكي بواسطة روبرت إتش ماكنوت في 16 يونيو 1991.

## وصلات خارجية
- (5627) 1991 MA في قاعدة بيانات مختبر الدفع النفاث لأجرام النظام الشمسي الصغيرة

- الاكتشاف · مخطط المدار ·  العناصر المدارية · المعلمات المادية

- (5627) 1991 MA على موقع ويكي سكاي: DSS2, SDSS, GALEX, IRAS, Hydrogen α, X-Ray, Astrophoto, Sky Map, Articles and images